# Lievito naturale
Pasta acida naturale o lievito madre è un termine impropriamente utilizzato per definire un impasto di farina e acqua sottoposto a una contaminazione spontanea da parte di microrganismi (per la maggior parte batteri lattici e lieviti presenti nelle materie prime, provenienti dall'aria, dall'ambiente, dall'operatore) il cui sviluppo crea all'interno della massa una microflora batterica autoctona in cui predomina la coltura dei batteri lattici. Questi microrganismi, in competizione nutrizionale tra loro, in presenza di sostanze nutritive, di acqua, calore, ecc., crescono, si moltiplicano, avviano gli specifici processi metabolici della specie cui appartengono e muoiono.

## Utilizzo
L'utilizzo in panificazione di un impasto di acqua e farina sottoposto alla contaminazione spontanea di questi microorganismi vanta una tradizione millenaria e ha permesso di identificare, nei secoli successivi, ceppi di lieviti naturali particolarmente efficaci nella preparazione dei prodotti della panificazione. È il caso del Saccharomyces cerevisiae, microrganismo naturale, comunemente conosciuto come "lievito per panificazione" o "lievito di birra", isolato nel 1930 dalla birra e da allora prodotto a livello industriale in forma di panetti o cubetti, oggi perlopiù mediante raschiamento e pressatura dei residui della lavorazione della melassa di barbabietola da zucchero.
Sempre a livello industriale, dalla selezione di ceppi di S. cerevisiae particolarmente termoresistenti, si produce anche lievito per panificazione disidratato. Quest'ultimo può essere sotto forma di granelli più grossi (in inglese noto come active dry yeast), che ha una concentrazione pari al doppio del lievito di birra compresso fresco, e in polvere granulare molto fine (in inglese nota come instant yeast, da non confondersi con quello che in italiano è comunemente noto come lievito istantaneo o lievito per dolci, che in realtà è una miscela di agenti chimici che niente hanno a che fare con il lievito e in inglese si chiamano baking powders), che ha una concentrazione pari a oltre 3 volte il lievito di birra compresso fresco.

## Denominazioni
Il prodotto è conosciuto sotto diversi nomi:
- pasta acida, pasta madre acida, madre acida
- lievito madre
- pasta madre

Di queste locuzioni, solo la prima è corretta in quanto indica giustappunto un impasto acidificato che viene utilizzato come matrice per gli impasti successivi.

Dal punto di vista biologico, l'uso del termine "lievito" è sbagliato in quanto la madre acida è popolata da lattobacilli e streptococchi, peraltro tipicamente predominanti, rispetto ai saccaromiceti e altri funghi o lieviti. Analogamente, è sbagliato l'uso dell'aggettivo "naturale" in quanto anche il Saccharomyces cerevisiae è un microrganismo vivo esistente in natura e produce un rigonfiamento degli impasti conseguente a processi metabolici, dunque biologici.

Si tende spesso a fare confusione tra pasta di riporto e pasta madre. La pasta di riporto è una parte di impasto estratta da una lavorazione, completa di tutti gli ingredienti, che viene utilizzata per fermentare gli impasti successivi, indipendentemente dall'aggiunta di eventuale altro lievito. Nell'Italia meridionale, ove sussiste l'abitudine atavica di panificare rimpastando gli avanzi della lavorazione precedente, vengono chiamati crìscito (o crescente) sia la madre acida conservata tal quale e periodicamente rinfrescata sia il pezzo di impasto messo da parte dalla lavorazione precedente; con la diffusione del lievito di birra prodotto industrialmente, da ciò deriva che quest'ultimo, cioè propriamente la pasta di riporto, potrebbe contenere lievito di birra aggiunto. Va comunque specificato che l'impasto di acqua e farina messo a fermentare spontaneamente viene colonizzato dai microrganismi presenti nell'ambiente circostante, quindi potrebbe contenere naturalmente lievito di birra, tanto più se vengono utilizzati come starters frutti che solitamente ne sono contaminati, come l'uva.

## Descrizione
La fermentazione dei batteri lattici è una fermentazione lattica (omo- o etero-fermentante, in base alle specie contaminanti), non è la fermentazione alcoolica tipica del S. cerevisiae (lievito compresso, di birra, industriale). Come prodotti di questo metabolismo si hanno acido lattico, acido acetico, acqua, anidride carbonica e metaboliti secondari. Questa massa acida è impropriamente chiamata in gergo tecnico "lievito", termine ben lontano dal suo significato microbiologico, per il fatto che contribuisce a "levare", "alzare" la massa in fermentazione con la produzione di gas: questo processo fisico-chimico apporta al prodotto finito (pane, pizza, prodotti da forno) una serie di aspetti positivi tra cui maggiore digeribilità, miglior sapore e conservabilità.
La pasta acida naturale o madre artigianale è costituita da una microflora autoctona selvaggia non stabile in cui convivono diverse specie microbiche. Una volta ottenuta, la pasta madre viene tenuta "in vita" per mezzo dei successivi rinfreschi, cioè impasti periodici con determinate quantità di farina e acqua. Infatti i microorganismi che la compongono devono essere costantemente nutriti e posti in condizione di operare il loro metabolismo specifico.
Le peculiari caratteristiche microbiologiche, organolettiche, reologiche e fermentative delle madri variano in relazione all'ambiente in cui sono mantenute e rinfrescate, all'area geografica di provenienza, al meccanismo di produzione, a fattori casuali. La microflora interna e gli equilibri che si instaurano sono molto instabili e soggetti a diversi fattori di crescita (pH, temperatura, sostanze nutritive, ossigeno, acqua, competizione nutrizionale, specie microbiche presenti, ecc.) e si modificano a ogni rinfresco. 

## Caratteristiche

### La fermentazione
A differenza del lievito di birra, la madre ospita, oltre ai lieviti di cui il genere dominante è il Saccharomyces, anche diverse specie di batteri lattici eterofermentanti e omofermentanti del genere Lactobacillus. Il lievito Saccharomyces cerevisiae opera un metabolismo prettamente alcoolico mentre la coltura simbiotica di lieviti e lattobacilli della pasta madre porta alla fermentazione lattica e alcoolica insieme. L'ambiente acido riduce la possibilità di contaminazione da parte di altre specie batteriche non acidofile. L'anidride carbonica prodotta induce la formazione delle caratteristiche "bolle" che caratterizzano l'alveolatura del pane. Durante la cottura evaporano tutte le sostanze volatili prodotte dai metabolismi e una parte dell'acqua contenuta nell'impasto.
A differenza del lievito di birra, la fermentazione acida è molto più lenta e richiede una lavorazione più complessa. Lo svantaggio maggiore dell'utilizzo della madre a livello industriale è costituito dalla difficoltà di gestione e dai lunghi tempi di lievitazione richiesti. Di contro però numerose proprietà positive sono riconosciute alla pasta acida naturale:
- la proteolisi operata dai batteri lattici comporta la maggiore digeribilità delle proteine;
- migliore lavorabilità dell'impasto;
- colorazione della crosta più scura (gli aminoacidi liberi reagiscono con gli zuccheri durante la cottura nella reazione di Maillard);
- aroma più intenso, sapore e fragranza particolari, che dipendono soprattutto dal tipo di fermentazione, dalla presenza di acido lattico e acetico e anche dai ceppi di microorganismi che compongono la madre;
- biodisponibilità maggiore dei minerali (le fitasi batteriche liberano i sali chelati all'acido fitico).

Per effetto dei tempi di lavorazione più lunghi, il prodotto risulta più digeribile. Inoltre il pane prodotto con la pasta madre si conserva più a lungo rispetto a quello ottenuto col lievito di birra.

### La produzione

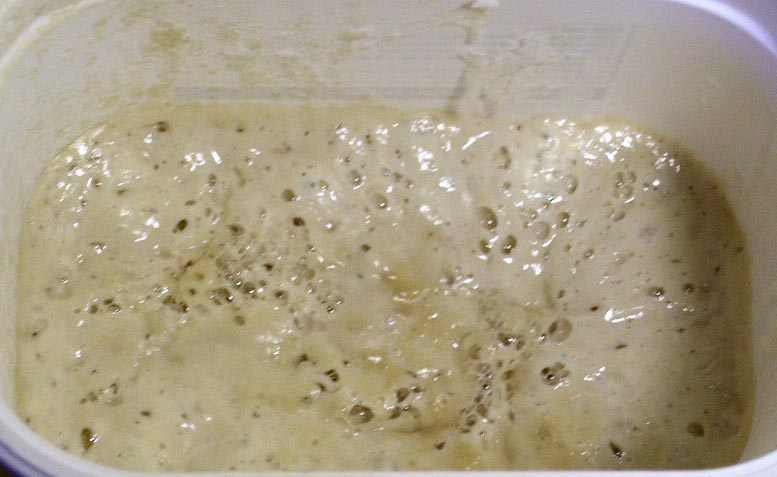
Impasto acido spontaneo ottenuto da farina e acqua, rinfrescato per 3 giorni o più

La preparazione classica della madre comincia da un impasto acido spontaneo che, per opera dei microrganismi naturalmente presenti nella farina e nell'ambiente, innesca la fermentazione e la conseguente lievitazione in un normale impasto di farina e acqua lasciato acidificare spontaneamente per un tempo più o meno lungo. Per accelerare la fermentazione si possono aggiungere all'impasto anche altri ingredienti: lieviti, batteri lattici esogeni e zuccheri, frutta, yogurt, crusca, miele, etc. In particolare sulla superficie di molti frutti si forma la pruina che contiene, tra l'altro, Saccharomyces cerevisiae.
Questo metodo dà origine a uno sviluppo caotico di varie specie microbiche, anche patogene per l'uomo, che vengono spontaneamente selezionate con l'aumentare dell'acidità dell'impasto e la diminuzione del contenuto in ossigeno e zuccheri. Di norma vengono inattivati gli organismi indesiderati, sviluppati lieviti e batteri lattici, ma la microflora variabile spesso non permette di conservare a lungo le sue caratteristiche. Attraverso opportune lavorazioni, ovvero successivi rimpasti con altra acqua e farina in dosi adeguate alle caratteristiche della pasta, l'impasto acido spontaneo può divenire una pasta madre.
Altro metodo di produzione della pasta acida naturale è quello dell'innesco con colture starter, ossia microorganismi selezionati provenienti dai laboratori o da impasti acidi stabili. Si trovano in commercio nelle forme liquida, congelata, essiccata o liofilizzata, ma non sempre il loro uso è garanzia di specificità e di vitalità cellulare. In alternativa è possibile procurarsi la pasta madre chiedendone una parte a chi già la possiede o a un panificatore artigiano.

## Nel mondo

### Italia
L'utilizzo del lievito madre è prescritto nel disciplinare di dolci, come stabilito da un decreto ministeriale del 2005, quali panettone, colomba pasquale, pandoro, nonché in quei particolari tipi di pane tra cui, ad esempio, il pane di Matera, il pane di Cerchiara, il pane di Altamura, il pane di Lentini, il pane nero di Castelvetrano, che rientrano nel novero dei presidi di Slow Food.

## Galleria d'immagini

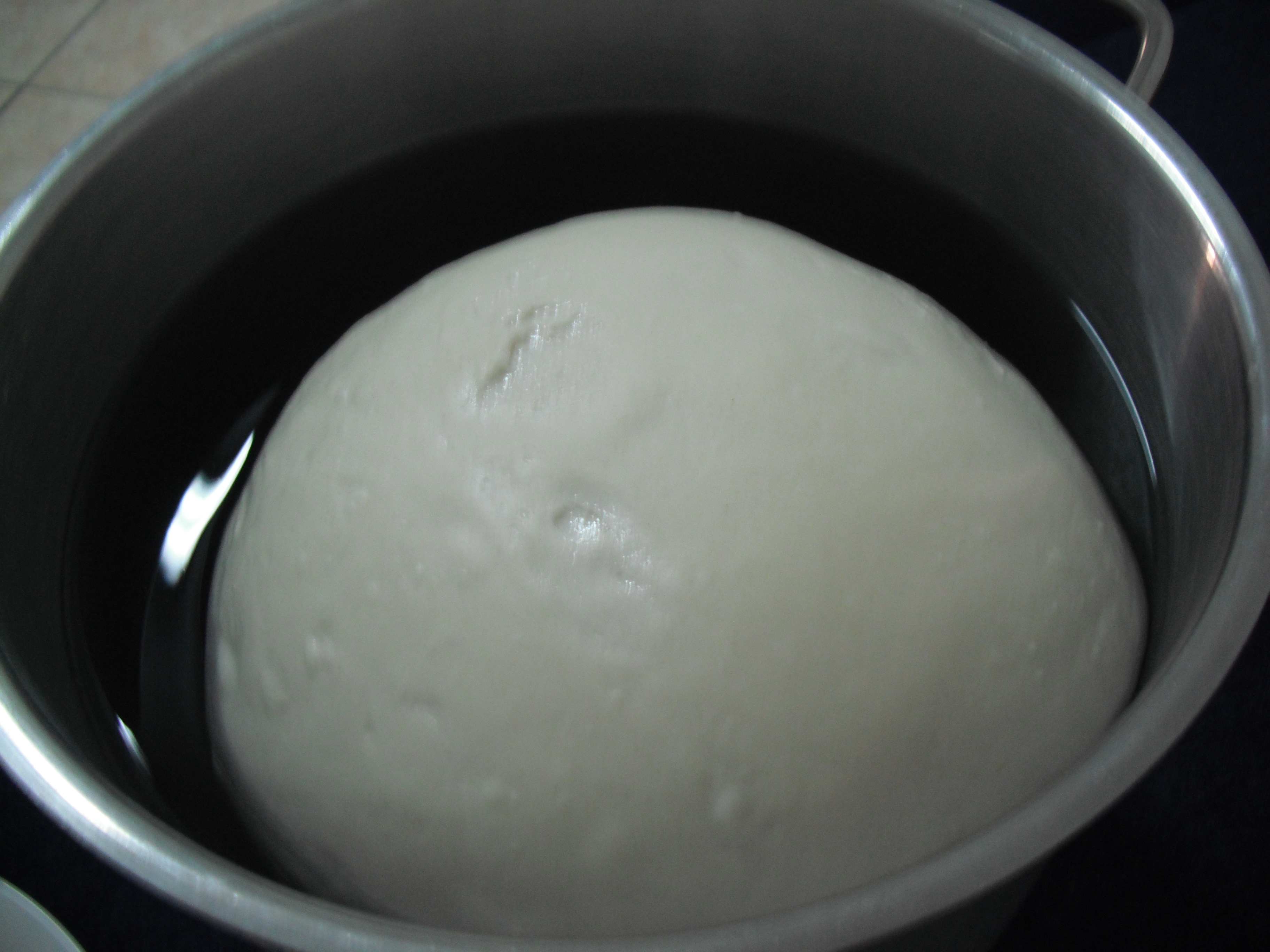
Pasta madre in bagno d'acqua
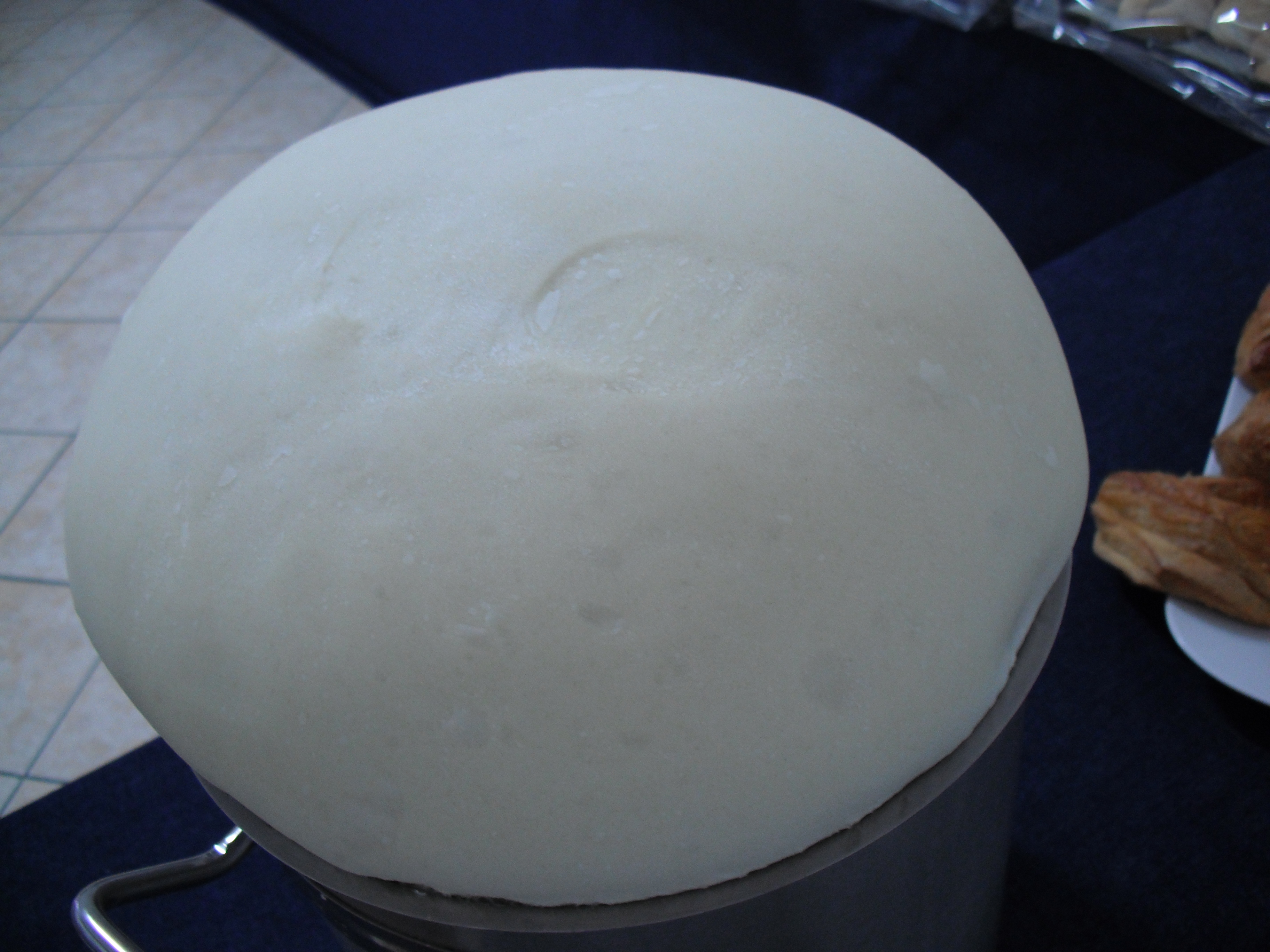
Pasta madre lievitata in bagno d'acqua
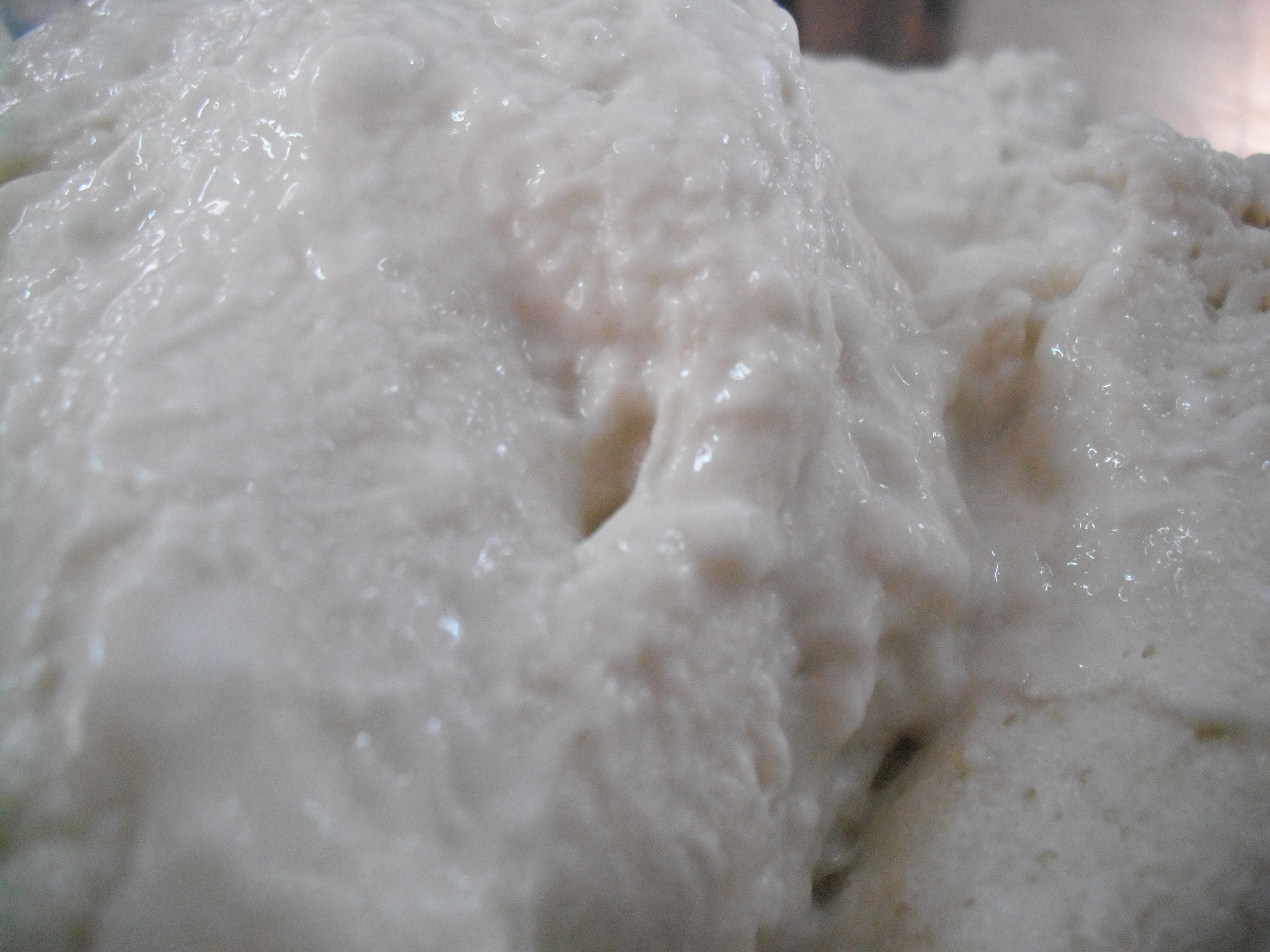
Pasta madre appena tolta dal bagno d'acqua
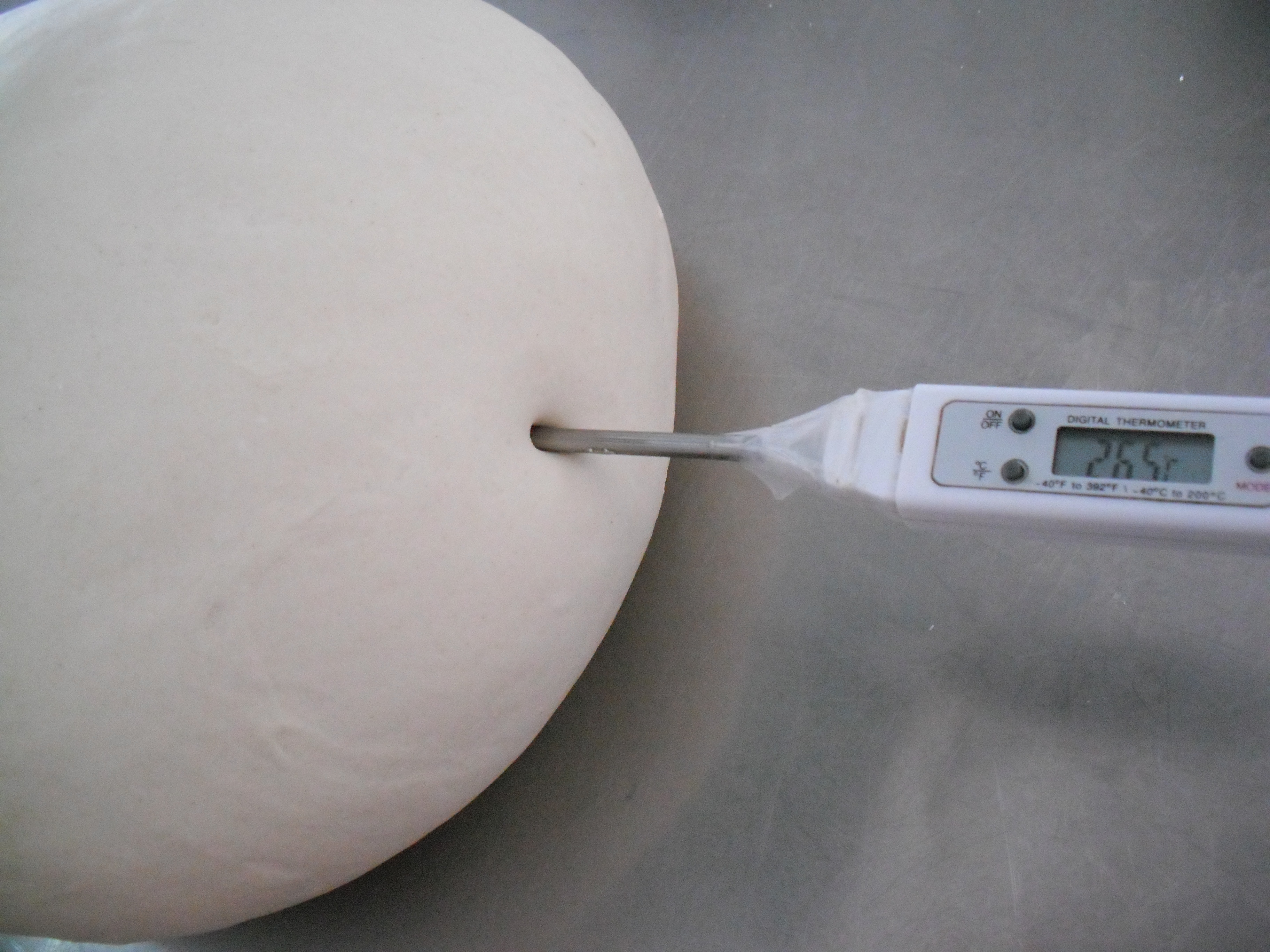
Pasta madre dopo il rinfresco per l'utilizzo
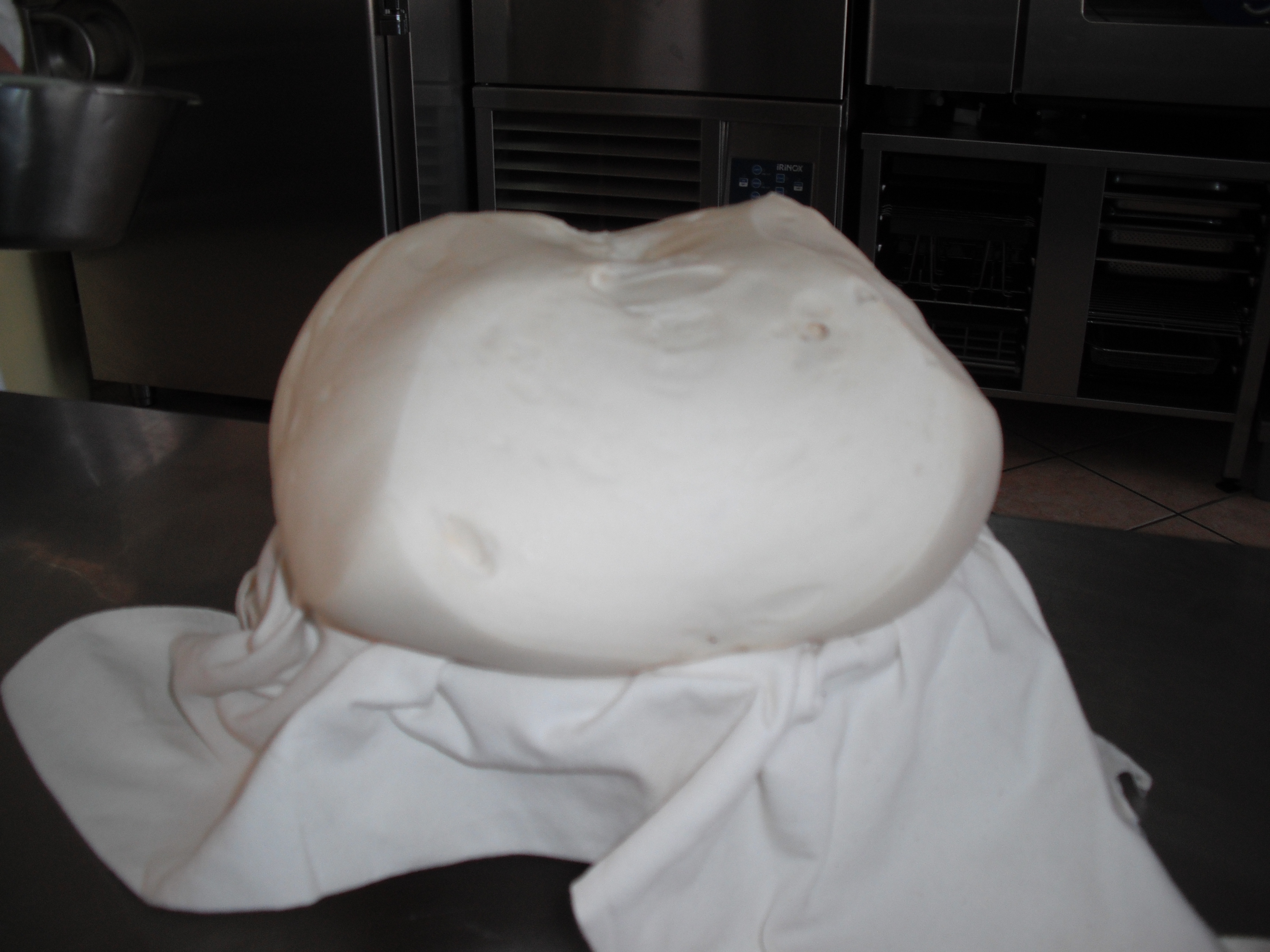
Pasta madre lievitata all'asciutto dopo il rinfresco per l'utilizzo
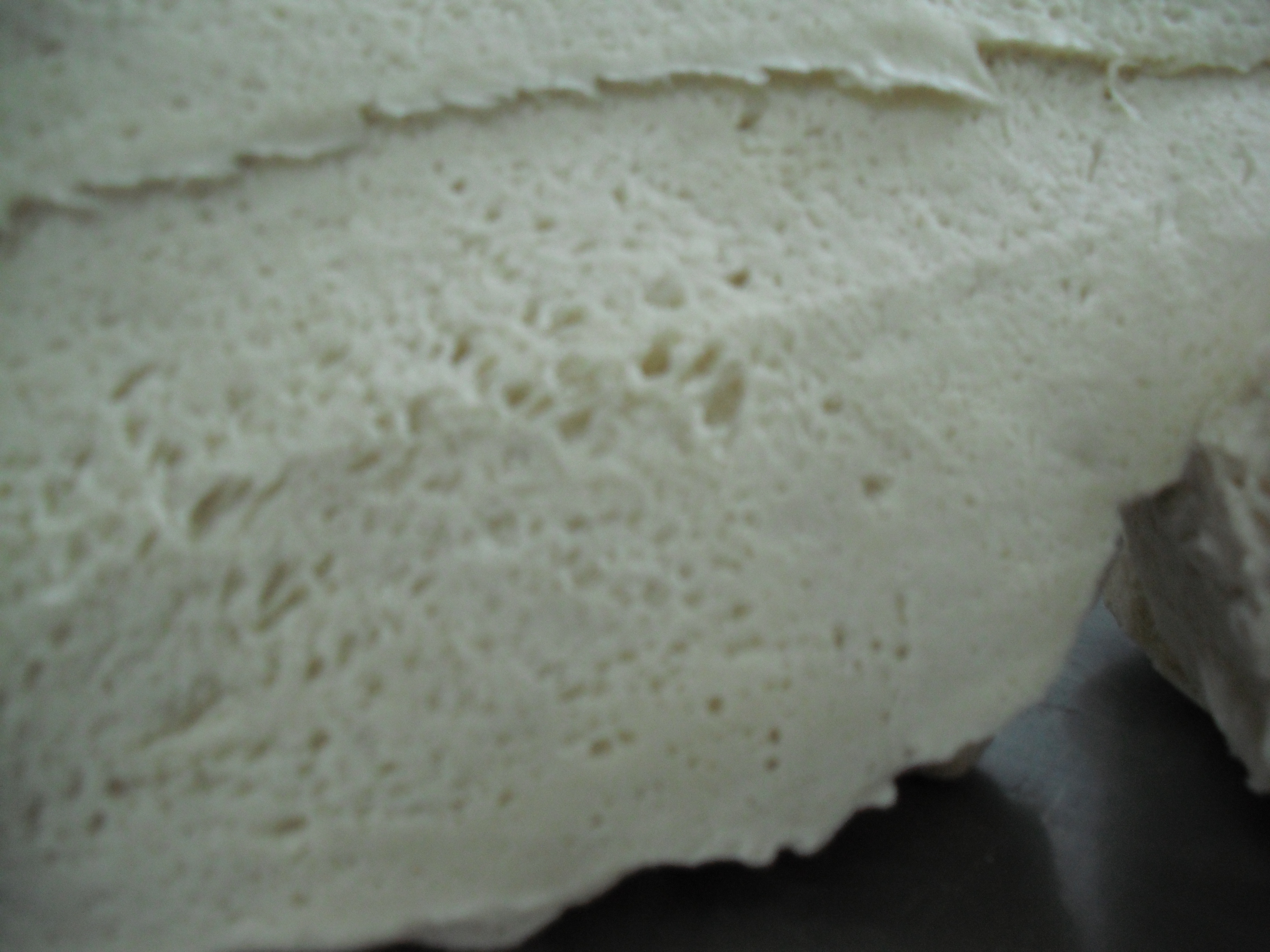
Sezione di una massa di pasta madre pronta per l'utilizzo